# 달뫼 나들목
달뫼 나들목(Dalmoe IC)은 2024년 2월 7일에 경기도 남양주시 화도읍 월산리에 운영중인 수도권제2순환고속도로의 교차로(나들목)이다. 계획 당시 가칭은 월산 나들목이었다.

## 연혁
- 2024년 2월 7일: 개통

## 구조물 정보
- 위치: 경기도 남양주시 화도읍 월산리
- 영업소: 경기도 남양주시 화도읍 경춘로 2151

## 접속하는 도로
- 경춘로